# Serie A2 1989-1990 (pallanuoto maschile)
La Serie A2 1989-1990 è stata la sesta edizione del torneo che rappresenta il secondo livello del Campionato italiano di pallanuoto maschile.

Sono state promosse Roma, che mancava dalla massima serie dal 1963 e la neopromossa Leonessa, all'esordio.

Viene cambiata la formula dei Play-out, che diventano ed eliminazione diretta, e nessun'altra formazione di A2 raggiunge la promozione.

## Classifica finale
|  |     | Serie A2 '89-'90 | Pt | G  | V  | N | P  | GF  | GS  | DR  |
|  | --- | ---------------- | -- | -- | -- | - | -- | --- | --- | --- |
|  | 1.  | Roma             | 37 | 22 | 18 | 1 | 3  | 316 | 232 | +84 |
|  | 2.  | Leonessa         | 35 | 22 | 17 | 1 | 4  | 359 | 287 | +72 |
|  | 3.  | Salerno          | 32 | 22 | 15 | 2 | 5  | 243 | 197 | +46 |
|  | 4.  | Catania          | 23 | 22 | 10 | 3 | 9  | 236 | 225 | +11 |
|  | 5.  | Sori             | 23 | 22 | 8  | 7 | 7  | 233 | 230 | +3  |
|  | 6.  | Lazio            | 23 | 22 | 10 | 3 | 9  | 214 | 234 | -20 |
|  | 7.  | Como             | 20 | 22 | 9  | 2 | 11 | 255 | 245 | +10 |
|  | 8.  | Nervi            | 18 | 22 | 8  | 2 | 12 | 229 | 248 | -19 |
|  | 9.  | Bogliasco        | 16 | 22 | 6  | 4 | 12 | 216 | 264 | -48 |
|  | 10. | Poseidon         | 13 | 22 | 5  | 3 | 14 | 221 | 256 | -35 |
|  | 11. | Arenzano         | 13 | 22 | 5  | 3 | 14 | 198 | 247 | -49 |
|  | 12. | Racing Roma      | 11 | 22 | 5  | 1 | 16 | 231 | 286 | -55 |

## Verdetti
- AS Roma e Leonessa BS promosse in serie A1 e ammesse ai Play-off Scudetto
- RN Salerno, Catania, RN Sori, Lazio, Como e Nervi ammesse ai Play-out
- Poseidon, RN Arenzano e Racing Roma retrocesse in Serie B